# Remigiusz Trawiński
Remigiusz Trawiński (ur. 20 marca 1958 roku w Warszawie) – polski przedsiębiorca, działacz i trener piłkarski. Jako trener czterokrotnie osiągnął mistrzostwo Polski w piłce nożnej z zespołem kobiecym RTP Unia Racibórz.
Remigiusz Trawiński jest właścicielem założonej przez siebie (wraz ze wspólnikiem) firmy Bruki Trawiński. Firma działa od 1 marca 1988 roku i jest wykonawcą dróg, placów, chodników, itp. Wśród wykonanych robót znajduje się między innymi ułożona z kostki brukowej płyta raciborskiego rynku.
Jako piłkarz Trawiński nie osiągnął większych sukcesów. Mieszkając w Opolu uzyskał uprawnienia trenerskie. Na początku zajmował się szkoleniem trampkarzy z LZS-u Dębska Kuźnia. Później prowadził LKS 07 Markowice, LZS Grzegorzowice oraz KP Unię Racibórz. Od 2000 roku prowadzi kobiecą drużynę Unii, do której powstania się przyczynił. Jest także jej prezesem, a jego firma jest sponsorem zespołu. Od sezonu 2007/2008 zespół występuje w Ekstralidze, a w kolejnych czterech sezonach sięgnął po mistrzostwo Polski. Na koncie sukcesów drużyna posiada również trzykrotnie zdobyty Puchar Polski oraz trzykrotne halowe mistrzostwo kraju. 25 stycznia 2011 roku objął funkcję pierwszego w historii menedżera kobiecej reprezentacji Polski.
Jest żonaty, ma dwie córki.